# Gaston IV de Foix-Béarn
Pour les articles homonymes, voir Gaston de Foix.
Gaston IV de Foix-Béarn ou Gaston de Grailly (né en 1423 ou 26 février 1425, mort en 1472) est comte de Foix, de Bigorre, coprince d’Andorre, vicomte de Béarn, de Marsan, de Castelbon, de Nébouzan, de Villemur et de Lautrec de 1436 à 1472, et vicomte de Narbonne de 1447 à 1472. Il est fils de Jean Ier de Foix (comte de Foix et Bigorre, vicomte de Béarn et de Villemur) et de Jeanne d'Albret (fille du connétable Charles et de Marie de Sully). Il est l'ancêtre au cinquième degré du roi de France Henri IV.

## Biographie
Dès sa naissance, il porte le titre de vicomte de Castelbon, puis est marié à Éléonore de Navarre le 22 septembre 1434 ou le 30 juillet 1436 et succède à son père le 4 août 1436, dans ses titres dont celui de viguier d'Andorre, sous la tutelle de son oncle Mathieu de Foix, comte de Comminges. En 1439, le comte de Huntingdon prépare une offensive en Guyenne, et le roi Charles VII le nomme lieutenant général des forces françaises en Guyenne. Il n’eut pas à combattre, car les Anglais renoncent à leur offensive. Son oncle Mathieu gardait en prison sa femme Marguerite de Comminges et le roi, après avoir ordonné sa libération, met le Comminges sous séquestre en 1441, et Gaston réunit une armée pour soutenir son oncle, mais les deux doivent se soumettre. Il prend part aux opérations royales contre la Guyenne.
Le 9 juillet 1443, il est nommé lieutenant général de Guyenne et de Gascogne et achète la vicomté de Narbonne le 26 décembre 1447. À la fin de la trêve entre la France et l’Angleterre, il reprend les opérations militaires, assiège Mauléon, Guiche, qui se rend le 15 décembre 1449, Dax, qui est pris en mai 1451, participe à la prise de Bordeaux et de Bayonne en 1452.
Jean II d'Aragon, roi de Navarre et brouillé avec son fils et héritier Charles, prince de Viane, le déshérite et conclut à Barcelone le 3 décembre 1455 un traité par lequel il institue Eléonore et Gaston comme héritiers du royaume de Navarre. Gaston entre en campagne contre le prince de Viane, occupe la Basse-Navarre et en chasse le prince, et devient lieutenant général du royaume de Navarre (voir Guerre civile de Navarre). Le 24 juin 1457, Jean devient roi d’Aragon, à la mort de son frère aîné Alphonse V. Gaston est également un conseiller intime du roi Charles VII qui le fait pair de France en août 1458. Ce dernier meurt en 1461 et son fils Louis XI commence à lui tenir rigueur de sa fidélité au précédent roi, mais renonce à son animosité, espérant utiliser Gaston pour retirer des avantages de la guerre civile ravageant le royaume d’Aragon, entre Jean II et Charles, prince de Viane. Ils négocient également le mariage entre Gaston, fils de Gaston IV, et Madeleine de France, sœur de Louis XI. Effectivement, Louis XI profite des troubles en Aragon pour s’emparer de la Cerdagne et du Roussillon.
Pendant la Ligue du Bien public, Gaston IV reste fidèle au roi et combat Jean II, duc de Bourbon, en Auvergne. Mais Louis XI, jugeant Gaston trop puissant se mit à lui nuire, interdisant le mariage de sa fille Jeanne avec le comte Jean V d'Armagnac, soutenant la révolte de Gaston le jeune contre son père, intriguant pour que Jean II d’Aragon retire à Gaston la lieutenance générale du royaume de Navarre et refusant à Gaston la tutelle de ses petits-enfants après la mort de son fils. Gaston IV commence à se rapprocher de Charles de France, duc de Guyenne et frère du roi, qui était en lutte constante contre lui. Il marie sa fille Marguerite à François II, duc de Bretagne et également ennemi du roi de France. Les échecs militaires des coalisés incitent Gaston à ne pas manifester ouvertement son hostilité au trône.
Malade depuis 1471, il reste à Roncevaux le 21 juillet 1472 et y meurt peu après.

## Mariage et enfants
Il épouse le 22 décembre 1434 Éléonore d'Aragon (2 février 1425 † Tolède 12 février 1479), héritière du royaume de Navarre en 1464, reine de Navarre en 1479, fille de Jean II, roi d'Aragon et de Navarre, et de Blanche d'Évreux, reine de Navarre. De ce mariage sont nés :
1. Gaston (1444 † 1470 prédécédé), vicomte de Castelbon, prince de Viane (1462-1470), lieutenant général de Navarre (1469), mari en 1462 de Madeleine de France et père de :
  - François Fébus (v. 1467 † 1483), roi de Navarre, comte de Foix et de Bigorre etc. ;
  - Catherine Ire de Navarre (1468 † 1517), reine de Navarre, comtesse de Foix et de Bigorre, vicomtesse de Béarn etc., femme de Jean d'Albret : parents d'Henri II de Navarre-Albret, lui-même père de Jeanne III, la mère d'Henri IV ;
2. Pierre (7 février 1449 † 10 août 1490), évêque de Vannes, archevêque d’Arles et cardinal (1476) ;
3. Jean (1450 † 1500), vicomte de Narbonne, comte d'Étampes, marié en 1476 à la sœur de Louis XII, Marie d'Orléans : d'où la reine Germaine ; et Gaston de Foix, le Foudre d'Italie ;
4. Marie (apr. 1452 † 1468), mariée en 1465 à Guillaume VIII, marquis de Montferrat ;
5. Jeanne de Foix (apr. 1454 † apr. 1476), mariée en août 1469 à Lectoure, avec Jean V (1420 † 1473), comte d'Armagnac ;
6. Marguerite (apr. 1458 † 1486), mariée le 27 juin 1471 à Clisson avec François II (1435 † 1488), duc de Bretagne, et mère d'Anne de Bretagne, la femme de Louis XII ;
7. Catherine de Foix (apr. 1460 † av. 1494), mariée en 1469 avec Gaston II de Foix-Candale (apr. 1440 † 1500), comte de Candale et de Benauges ;
8. Isabelle (apr. 1462 †) ;
9. Eléonore (apr. 1466 † jeune) ;
10. Jacques (v. 1470 † 1508), comte de Cortes et de  Montfort, marié en 1485 avec Anne de Peralta, fille de Pierre de Peralta, puis en 1494 avec Catherine de Beaumont, fille de Louis II, comte de Lerín, et d'Éléonore d'Aragon, fille naturelle du roi Jean II.

Gaston IV eut également une fille naturelle:
1. Jeanne de Béarn, mariée en 1479 à Jean d'Aure, vicomte d'Aster. Elle fut mère de Menaud d'Aure, époux de Claire de Gramont, et grand-mère d'Antoine Ier de Gramont.

## Armoiries
En succédant à son père il hérite des armoiries de ce dernier qui sont un écatelé de Foix et de Béarn avec la Bigore en abîme : écartelé aux 1 et 4 d'or, à trois pals de gueules ; et aux 2 et 3 d'or, à deux vaches, accornées, accolées et clarinées d'azur ; sur le tout d'or, à deux lions léopardés (à gauche).
En épousant Éléonore et quand cette dernière devient héritière du royaume de Navarre, il modifie ses armoiries pour inclure celle de Navarre, mais n'ajoute que des quartiers issus des armoiries de la famille d'Évreux-Navarre, à l'exclusion des quartiers d'Aragon : écartelé au 1 de gueules, aux chaînes d'or, posées en orle, en croix et en sautoir ; au 2 d'or, à trois pals de gueules ; au 3 d'or, à deux vaches, accornées, accolées et clarinées d'azur ; au 4 semé de lys d'or, à la bande componné d'argent et de gueules ; sur le tout, d'or aux deux lions léopardés de gueules, armés et lampassés d'azur, passant l'un sur l'autre (à droite).